# Linda bei Weida
Linda bei Weida è un comune di 425 abitanti della Turingia, in Germania.
Appartiene al circondario di Greiz ed è amministrato dalla Verwaltungsgemeinschaft Ländereck.

## Geografia antropica
Il comune è suddiviso nelle frazioni (Ortsteil) di Linda e Pohlen.

### Esplicative
1. ↑  Letteralmente: «Linda presso Weida».

### Bibliografiche
1. 1 2  Ente statistico della Turingia - Dati sulla popolazione
2. ↑  (DE) Hauptsatzung, § 3. (PDF) [collegamento interrotto], su daten.verwaltungsportal.de.